# Anoplophora chinensis
Espèce
Anoplophora chinensis (capricorne asiatique des agrumes) est une espèce d'insectes coléoptères de la famille des Cerambycidae originaire d'Asie orientale devenue envahissante en Amérique du Nord et en Europe.
C'est une espèce xylophage, très polyphage, qui attaque de nombreuses espèces d'arbres feuillus, notamment les agrumes (Citrus spp.), érables, hêtres, peupliers, platanes, pommiers, etc.
Anoplophora chinensis est classée en Europe parmi les organismes de quarantaine et est l'objet de mesures réglementaires de surveillance et de lutte.

## Description

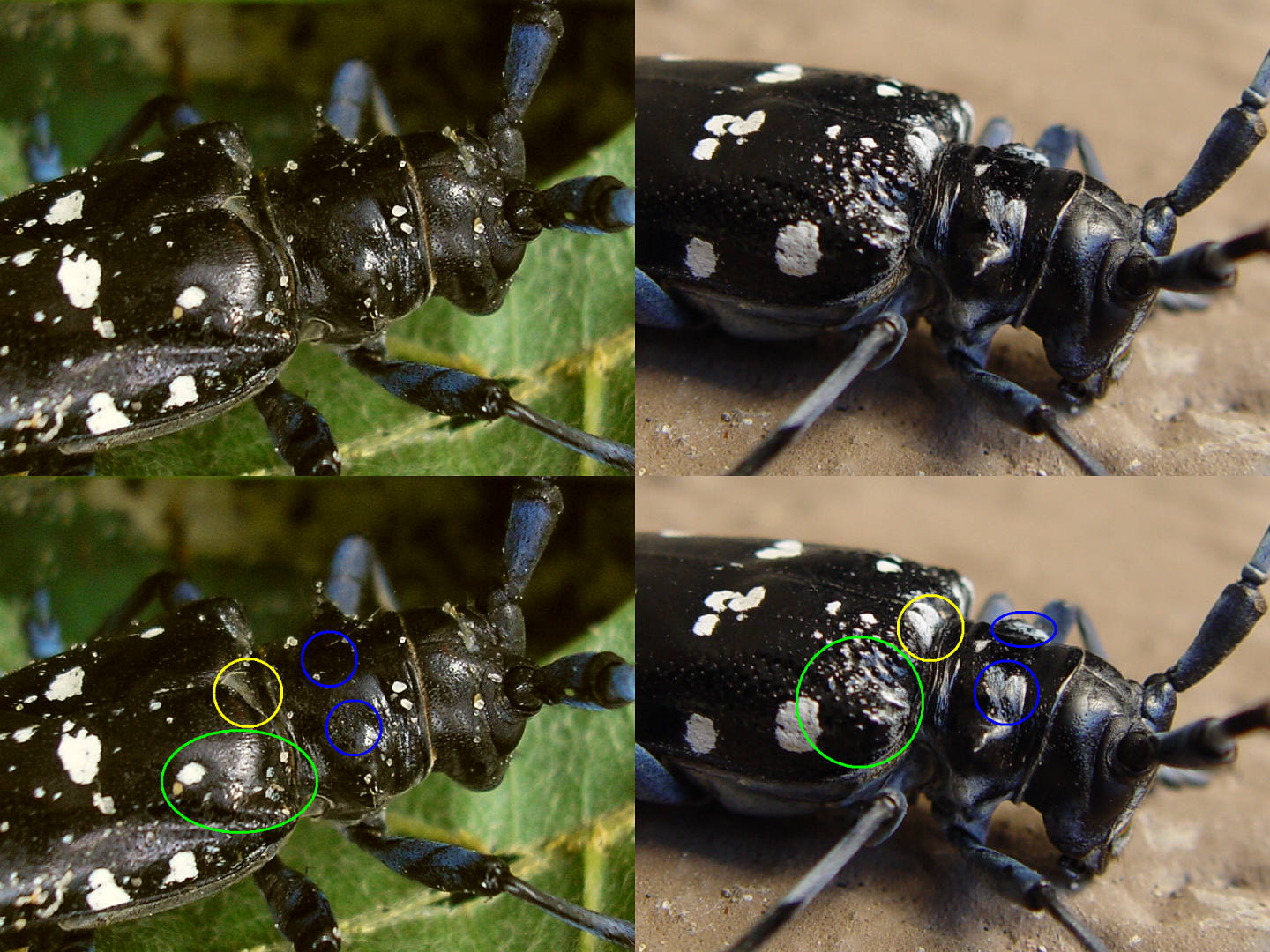
Anoplophora glabripennis (à gauche) comparée à Anoplophora chinensis malasiaca (à droite)

L'imago, qui mesure environ 3 cm sans les antennes, est noir brillant avec des taches claires de nombre et de formes variables.
Les antennes à 11 segments sont annelées de taches blanches à reflets bleutés. Elles sont plus longues que le corps (2,5 fois plus chez le mâle et 1,3 fois plus chez la femelle).
La partie antérieure des élytres est granuleuse (elle est lisse chez Anoplophora glabripennis, espèce très proche).

## Distribution
L'aire de répartition d'origine d'Anoplophora chinensis se situe en Asie de l'Est et comprend : la Chine, le Japon, le Myanmar (Birmanie) et le Vietnam.
L'espèce a été introduite accidentellement en Europe occidentale (France; Allemagne, Italie, Pays-Bas, Royaume-Uni), ainsi qu'aux États-Unis.

## Synonymes
Selon Catalogue of Life (26 septembre 2013) et ISSG (Invasive species specialists group) :
- Anoplophora chinensis Bates
- Anoplophora chinensis Breuning, 1944
- Anoplophora malasiaca malasiaca  Samuelson, 1965
- Anoplophora malasiaca  Thomson
- Anoplophora perroudi  Pic, 1953
- Anoplophora sepulchralis  Breuning, 1944
- Calloplophora abbreviata Thomson, 1865
- Calloplophora afflicta Thomson, 1865
- Calloplophora luctuosa Thomson, 1865
- Calloplophora malasiaca  Thomson 1865
- Calloplophora sepulcralis Thomson, 1865
- Cerambyx farinosus Houttuyn, 1766
- Cerambyx chinensis Forster, 1771
- Cerambyx pulchricornis  Voet 1778
- Cerambyx punctator Olivier
- Cerambyx sinensis Gmelin, 1790
- Lamia punctator Fabricius, 1777
- Melanauster chinensis Thomson
- Melanauster chinensis macularius  Kojima 1950
- Melanauster chinensis  Matsumura 1908
- Melanauster chinensis  var. macularia  Bates 1873
- Melanauster chinensis  var. macularis  Matsushita 1933
- Melanauster chinensis  var. Sekimacularius  Seki 1946
- Melanauster chinensis Forster
- Melanauster macularius  Kolbe 1886
- Melanauster malasiacus  Aurivillius 1922
- Melanauster perroudi  Pic 1953

## Culture populaire
Anoplophora chinensis apparaît dans la série de jeux vidéo Animal Crossing, notamment dans Animal Crossing New Horizons sous le nom de « capricorne des agrumes ».